# Тази, Кенза
Кенза Тази (англ. Kenza Tazi; род. 6 февраля 1996 года, Бостон, Массачусетс, США) — марокканская горнолыжница, участница Олимпийских игр 2014 года.

## Биография
В спортивной программе на Олимпийских играх в Сочи Кенза выступала в слаломе (45-е место) и гигантском слаломе (62-е место).